# Lipovani

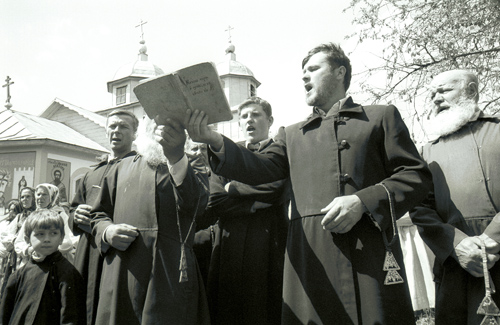
Lipovani in cerimonia davanti alla chiesa del villaggio di Slava Cercheză nel distretto di Tulcea (2004)

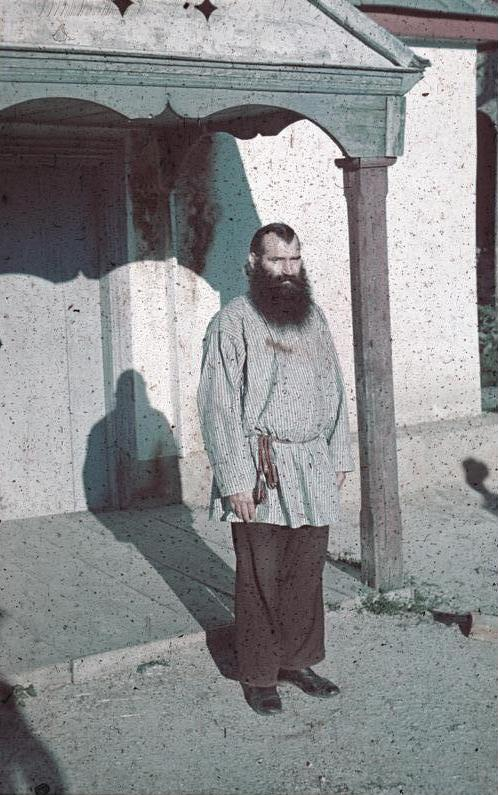
Un lipovano

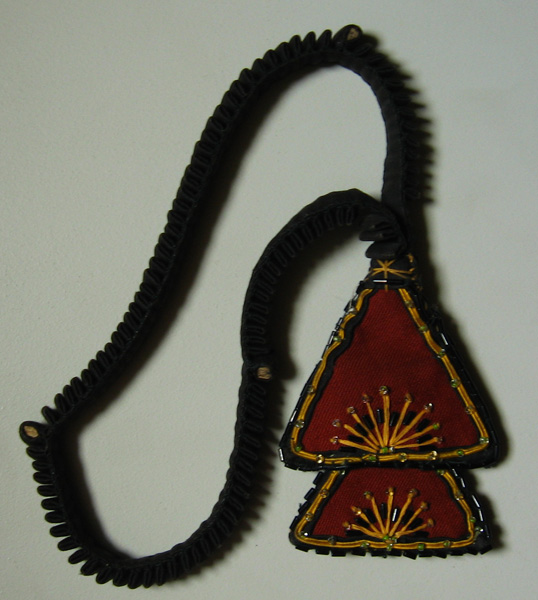
Il verviță, simbolo tipico lipovano

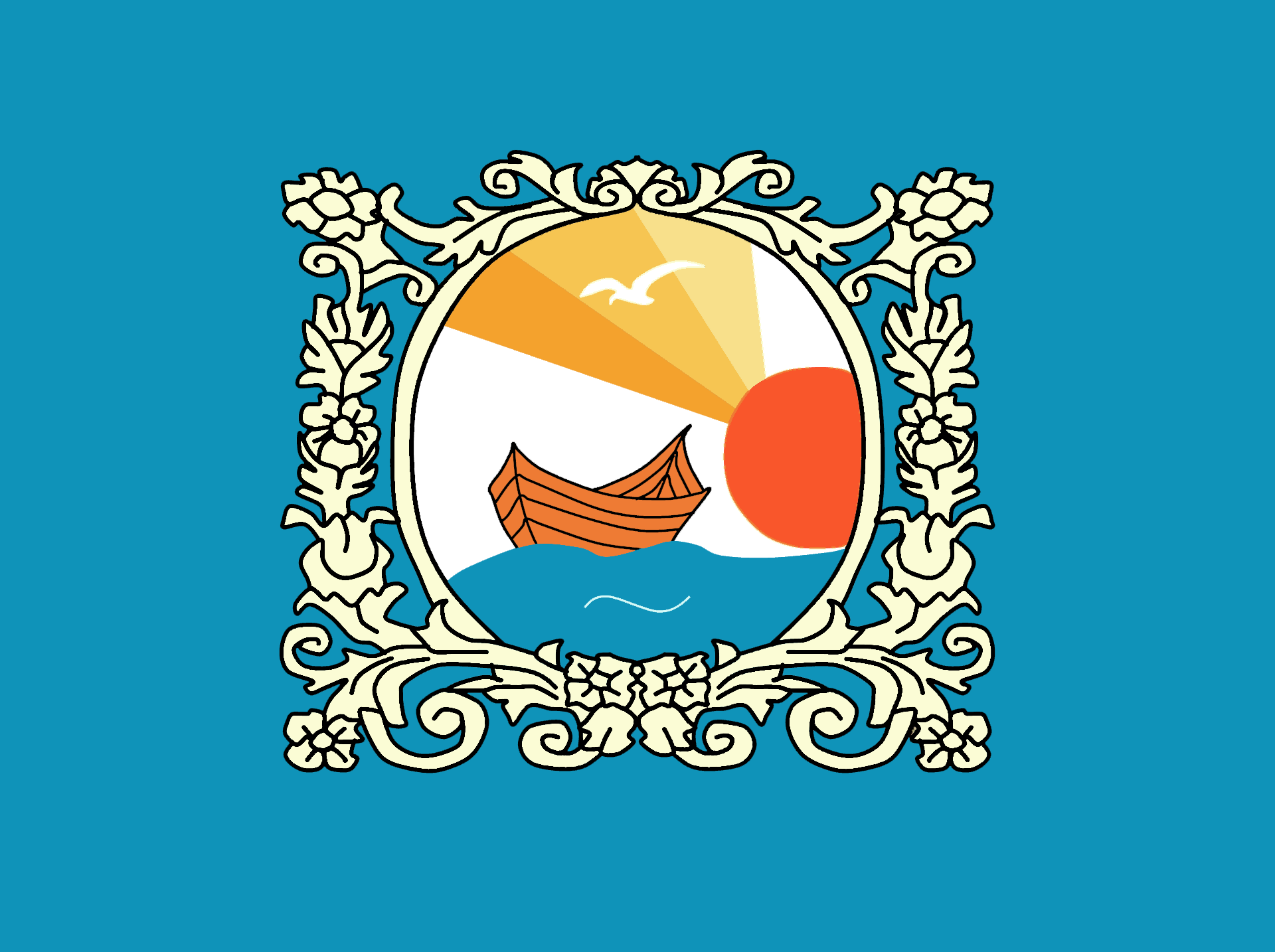
Bandiera lipovana

I Lipovani (in lingua romena lipovenii) sono un gruppo etnico slavo (di circa 40.000 individui) di origine russa e ucraina stanziato nel territorio romeno; vivono in particolare nel Distretto di Tulcea e nel Distretto di Botosani, così come nella zona di Bugeacului (soprattutto nella città di Vâlcov) nella regione di Odessa, in Ucraina. Alcuni gruppi vivono in Moldavia, inclusa la Bucovina, nei distretti di Brăila, Constanţa e Ialomița.

## Origine
Dopo il sinodo del 1654 durante il quale il patriarca di Mosca Nikon riformò la Chiesa russa ortodossa, iniziarono ad essere introdotte restrizioni da parte delle autorità laiche e religiose, culminate con l'ascesa al trono di Pietro il Grande (1682-1725) e l'introduzione di misure drastiche di europeizzazione.
I sudditi che rifiutavano di rispettare le nuove regole vennero fatti oggetto di tassazione ai limiti della sopportabilità e obbligati a portare abiti specifici. Non potendo sopportare queste restrizioni gli staroverii (Vecchi Credenti) emigrarono in tutto il mondo (Polonia, Austria, Canada, Alaska, Giappone etc.), inclusa la regione danubiana della Dobrugia, dove poterono continuare la professione di pescatori praticata già sui fiumi Don e Dnepr.
Conosciuti dalle autorità locali come lipoveni (lipatei), conservarono la loro lingua, usi, costumi (nel 1690 si divisero in popovti - popiști e bezpopovti - nepopiști) e le differenze etniche (russi mari-moscoviti, rascolnici, kazachi zaporojeni, haholi, necrasovti, ucraini).
Dopo una battuta d'arresto in Bessarabia, nel pădurile de tei, gli staroveri si spostarono verso la Dobrugia e la Bucovina, in due epoche: prima e dopo la rivolta di Bulavin con Pietro il Grande, e poi con la tirannia di Caterina di Russia (1762-1796).
L'emigrazione dalla Russia in 200 anni fu causata dall'insoddisfazione per i cambiamenti della Chiesa ortodossa russa. Gli staroveri si stabilirono lungo il fiume Prut in Moldova e sul delta danubiano in Romania e Ucraina. In questo contesto venne fondata la Biserica Ortodoxă de Stil Vechi a Lipovenilor (Chiesa Ortodossa del vecchio stile dei Lipovani), la quale mantiene le tradizioni originali rispetto alla Chiesa ortodossa russa riformata dai tempi di Pietro il Grande.

### Etimologia
Esistono diverse ipotesi etimologiche del termine "lipoveni":
- ipotesi nominale: dal russo "lipa"[2], nel senso "tei”, dalla parola "legno", con il quale sono fatti tanti oggetti di uso domestico. Un'altra spiegazione è il fatto che la popolazione abbia vissuto per lungo tempo nelle foreste della Bessarabia meridionale.
- ipotesi toponomastica: da un nome mitico, Lipova.
- ipotesi sacrale: da filippovka, nome festivo.
- ipotesi antroponimica: da Filipoveni, provenienti dal russo. Filipp > filippovcy filippovane ("adepti di Filipp", rom. (fi)lipoveni cu "fi"), seguaci di Filipp Pustosviat (1672-1742).
- alcuni ricercatori romeni e moldavi considerano plausibile l'origine etimologica dalla località Lipoveni nella Repubblica di Moldavia, altri l'opposto.

## Insediamenti
- Bucovina
  - Bucovina del Nord (Ucraina): Fântâna Albă, Lipoveni,
  - Bucovina del Sud (Romania): Climăuți, Lipoveni, Mușenița, Mitocu Dragomirnei; comunità presenti a Gura Humorului, Rădăuți, Suceava
- Bessarabia: comunità presente sin dal sec. XVIII. Il primo censimento della Bessarabia (1817) menzionava 1300 famiglie (1,3% della popolazione), e successivamente con l'avvento del comunismo dell'Unione Sovietica la maggior parte venne assimilata ai colonizzatori russi. Tuttavia la tradizione è rimasta in:
  - Repubblica di Moldavia: Lipoveni
  - Ucraina: Jibrieni, Muravleanca, Necrasovca-Nouă, Pokrovka (Veselynivs'kyj rajon), Sofian-Trubaiovca, Vâlcov; comunità importanti a Chilia Nouă e Ismail
- Moldavia (Bucovina, Botosani e Bessarabia): Manolea, Brătești, Corni, Dumasca, Focuri, Lespezi, Moțca, Stolniceni-Prăjescu; nelle città: Iași, Botoșani, Bârlad, Vaslui, Fălticeni, Pașcani, Piatra Neamț, Târgu Frumos, Roman e Galați
- Dobrugia del Nord: Chilia Veche, Carcaliu, Ghindărești, Ieroplava, Jurilovca, Letea, Mahmudia, Mila 23, Periprava, Sarichioi, Sfiștofca, Slava Cercheză, Slava Rusă, 2 Mai; comunità importanti a Tulcea, Sulina, Crișan, Murighiol; comunità miste a Constanța, Mangalia, Năvodari, Cernavodă, Medgidia, Măcin.
- Muntenia: Brăila (soltanto il quartiere Pisc, in passato località a sé) e Bordușani; piccola comunità di lipovani a Bucarest.
- Bulgaria: Aidemir (Cadrilater), Kazashko